# Montiano (Emilia-Romagna)
Montiano is een gemeente in de Italiaanse provincie Forlì-Cesena (regio Emilia-Romagna) en telt 1573 inwoners (31-12-2004). De oppervlakte bedraagt 9,3 km², de bevolkingsdichtheid is 177 inwoners per km².
De volgende frazioni maken deel uit van de gemeente: Badia,Montenovo.

## Demografie
Montiano telt ongeveer 556 huishoudens. Het aantal inwoners steeg in de periode 1991-2001 met 3,0% volgens cijfers uit de tienjaarlijkse volkstellingen van ISTAT.
| Jaar | Inwoneraantal |
| ---- | ------------- |
| 1991 | 1545          |
| 2001 | 1591          |

## Geografie
De gemeente ligt op ongeveer 159 m boven zeeniveau.
Montiano grenst aan de volgende gemeenten: Cesena, Longiano, Roncofreddo.
Bagno di Romagna · Bertinoro · Borghi · Castrocaro Terme e Terra del Sole · Cesena · Cesenatico · Civitella di Romagna · Dovadola · Forlimpopoli · Forlì · Galeata · Gambettola · Gatteo · Longiano · Meldola · Mercato Saraceno · Modigliana · Montiano · Portico e San Benedetto · Predappio · Premilcuore · Rocca San Casciano · Roncofreddo · San Mauro Pascoli · Santa Sofia · Sarsina · Savignano sul Rubicone · Sogliano al Rubicone · Tredozio · Verghereto
- Gemeinsame Normdatei: 7637691-6
- MusicBrainz: 984bc898-5134-4f6a-bf3b-4f0ea4680b9d
- Virtual International Authority File: 242333612
- WorldCat: E39PCjrdHPdwDgF6Gk3YfBgjfq

1. ↑  https://demo.istat.it/?l=it.